# Comunidade Intermunicipal do Alto Alentejo

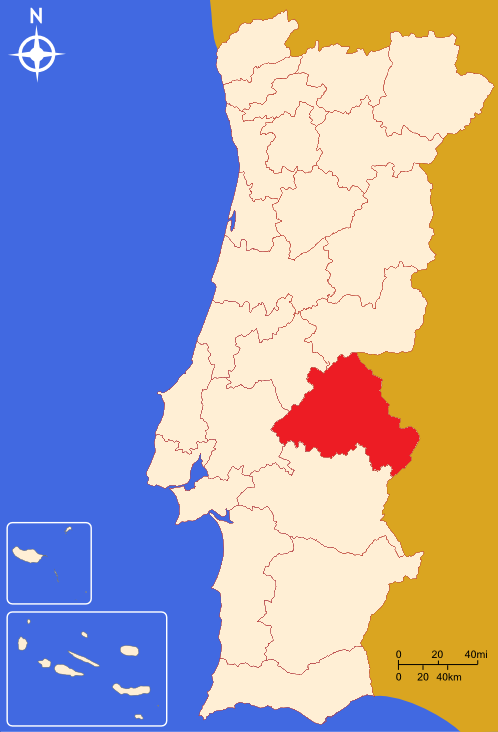
Comunidade Intermunicipal do Alto Alentejo

A Comunidade Intermunicipal do Alto Alentejo, também designada por CIMAA, é uma comunidade intermunicipal (CIM) de Portugal. É composta por 15 municípios. A área geográfica corresponde à NUTS III do Alto Alentejo.

## Órgãos de Gestão
Os órgãos de Gestão da CIMAA no mandato 2021-2025 são os seguintes:

#### Conselho Intermunicipal
- Presidente: Hugo Hilário (Presidente da Câmara Municipal de Ponte de Sor)
- Vice-Presidente: Rogério Silva (Presidente da Câmara Municipal de Fronteira)
- Vice-Presidente: Nuno Silva (Presidente da Câmara Municipal de Avis)

#### Assembleia Intermunicipal
- Presidente: Albano Varela e Silva (PS) | Membro da Assembleia Municipal de Portalegre
- Vice Presidente: Joviano Vitorino (PSD) | Presidente da Assembleia Municipal de Alter do Chão
- Secretário: Maria de Lurdes Bento (CDU) | Membro da Assembleia Municipal de Nisa

#### Cargo Diretivo
- Secretário Executivo: Carlos Nogueiro

## Municípios
| Município       | Área (em km²) | População (censo de 2011) |
| --------------- | ------------- | ------------------------- |
| Alter do Chão   | 362,1         | 3.652                     |
| Arronches       | 314,6         | 3.165                     |
| Avis            | 606           | 4.571                     |
| Campo Maior     | 247,2         | 8.456                     |
| Castelo de Vide | 264,9         | 3.407                     |
| Crato           | 398,1         | 3.708                     |
| Elvas           | 631,3         | 23.078                    |
| Fronteira       | 248,6         | 3.410                     |
| Gavião          | 294,6         | 4.312                     |
| Marvão          | 154,9         | 3.512                     |
| Monforte        | 420,2         | 3.329                     |
| Nisa            | 575,7         | 7.450                     |
| Ponte de Sor    | 839,7         | 16.722                    |
| Portalegre      | 447,1         | 24.930                    |
| Sousel          | 279,3         | 5.074                     |
| Total           | 6084,3        | 118.506                   |